# Augusto de Sousa Leão
Augusto de Sousa Leão, primeiro e único barão de Caiará, (Jaboatão dos Guararapes, 13 de dezembro de 1830 — Olinda, 4 de setembro de 1898) foi um político brasileiro.
Filho de Domingos de Sousa Leão e Teresa de Jesus Coelho, irmão do Barão de Vila Bela, casou-se com sua sobrinha Idalina Carlota de Sousa Leão.
Formado pela Faculdade de Direito do Recife, foi deputado provincial em sucessivas legislaturas e também presidente da Assembléia Provincial de Pernambuco.
Foi vice-presidente da província de Pernambuco, exercendo o cargo interinamente duas vezes, de 26 de janeiro a 8 de abril de 1885 e de 20 de junho a 17 de julho de 1889.
Agraciado barão em 25 de julho de 1885, foi cavaleiro da Imperial Ordem da Rosa.